# 平房镇
平房镇是中国黑龙江省哈尔滨市平房区下辖的一个镇，位于市区南部，拉滨铁路过境。

## 历史沿革
1956年首设平房乡，1958年改为公社，1984年复建平房乡，1996年设镇。

## 行政区划
平房镇下辖9个村委会：平房东、二道沟、黎明、哈达、代家、曙光、山嘴、工农、韩家店。